# Église Saint-Laurent de Lengelsheim
Pour les articles homonymes, voir église Saint-Laurent.
L'église Saint-Laurent se situe dans la commune française de Lengelsheim et le département de la Moselle.

## Histoire
Du point de vue spirituel, le village est succursale de la paroisse de Schorbach jusqu'en 1804, date à laquelle il est érigé en paroisse de l'archiprêtré de Volmunster.

## Description
L'église, dédiée à saint Laurent et le presbytère, dominent le village au nord. Construite en 1818-1819, elle se situe dans la tradition des églises bâties tout au long du XVIIIe siècle dans la région.